# Kana Hanazawa
Kana Hanazawa (花澤 香菜, Hanazawa Kana) é uma dubladora, atriz e cantora japonesa nascida em 25 de Fevereiro de 1989 em Tóquio. Ela está afiliada à Ozawa Inc.

## Biografia

### Carreira
Quando criança, fez aparições em programas de variedades como "Yappari Sanma Daisensei" (やっぱりさんま大先生) e em doramas como "Gakko no Sensei" (ガッコの先生). Afiliou-se ao Five☆Eight e ao Smile Monkey.
Em 2006, conseguiu sua primeira personagem regular: Ryōko Kaminagi, no anime Zegapain.
Sua mais nova aparição foi no filme Blame, um filme original da netflix lançado em 2017.

## Trabalhos

### Anime

#### 2003
- Last Exile (Holly Mad-thane)

#### 2006
- Zegapain (Ryōko Kaminagi)

#### 2007
- Getsumento Heiki Mina (Nakoru Hazemi/Mīna Minazuki)
- Sketchbook ~Full Colors~ (Sora Kajiwara)
- Higurashi no Naku Koro ni Kai (Satomi)
- Potemayo (Potemayo)
- Mushi-Uta (Shiika Anmoto/"Fuyuhotaru"/Sunō Furai)

#### 2008
- Gunslinger Girl -IL TEATRINO- (Angelica)
- Kannagi (Zange / Hakua Suzushiro)
- Kyōran Kazoku Nikki (Yūka Midarezaki)
- Strike Witches (Amaki Suwa)
- Sekirei (Kusano)
- To Love-Ru (Mikan Yūki)
- Blassreiter (Elea)
- Someday's Dreamers: Summer Skies (Sora Suzuki)
- Kemeko Deluxe! (Riko/A/Androis)

#### 2009
- Asu no Yoichi! (Kagome Ikaruga)
- Kobato. (Kobato Hanato)
- Sora no Manimani (Yukie An)
- Darker Than Black: Ryūsei no Gemini (Suou Pavlichenko)
- The Tower of Druaga (Henaro)
- Bakemonogatari (Nadeko Sengoku)
- Basquash! (Coco JD)
- Pandora Hearts (Sharon Reinsworth)

#### 2010
- Motto To Love-Ru (Mikan Yūki)
- Asobi ni Iku yo! (Aoi Futaba)
- Angel Beats! (Kanade Tachibana)
- Otome Yōkai Zakuro (Susukihotaru)
- Ore no Imōto ga Konna ni Kawaii Wake ga Nai (Kuroneko)
- Kaichō wa Maid-sama! (Sakura Hanazono)
- Kami nomi zo Shiru Sekai (Shiori Shiomiya)
- Kuragehime (Tsukimi Kurashita)
- Strike Witches 2 (Amaki Suwa)
- Seikimatsu Occult Gakuin (Kozue Naruse)
- Seikon no Qwaser (Fumika Mitarai)
- Sekirei ~Pure Engagement~ (Kusano)
- Durarara!! (Anri Sonohara)
- Toaru Kagaku no Rērugan (Erii Haruue)
- B Gata H Kei (Mayu Miyano)
- Ladies x Butlers (Ayse Khadim)

#### 2011
- Fractale (Nessa)
- IS (Infinite Stratos) (Charlotte Dunois)
- Ao no Exorcist (Shiemi Moriyama)
- Steins;Gate (Mayuri Shina)
- Seikon no Qwaser II (Fumika Mitarai)
- Deadman Wonderland (Shiro)
- Dog Days (Noir)
- Freezing (Lana Linchen)
- Hen Zemi (Nanako Matsutaka)
- Mini Skirt Pirates (Chiaki Kurihara)
- Moshidora (Yuki Miyata)
- Ro-Kyu-Bu! (Tomoka Minato)[1]
- Kamisama Dolls (Mahiru Hyūga)
- Mayo Chiki! (Kureha Sakamachi)[2]
- Morita-san wa Mukuchi (Mayu Morita)[3]
- Boku wa Tomodachi ga Sukunai (Kobato Hasegawa)[4]
- Guilty Crown (Ayase Shinomiya)[5]

#### 2012
- To Love-Ru Darkness (Mikan Yūki)

#### 2013
- Nagi  no Asukara (Manaka Mukaido)

2014
- Tokyo Ghoul (Rize Kamishiro)
- Akame ga kill! (Seryu Ubiquitous)
- Psycho-Pass II  (Akane Tsunemori)
- Pokémon Omega Ruby Alpha Sapphire Animation Trailer (Haruka)

2015
- Nisekoi (Kosaki Onodera)

#### 2016
- Fairy Tail Zero (Zera)

2017
Blame (2017 film)
2019
- Tenki no Ko (Kana e K. Mi)

### Jogos
- Steins;Gate (Mayuri Shiina)
- Tales of Graces (Sophie)
- Tokimeki Memorial 4 (Rhythmy Kyono)
- Sekirei ~Mirai Kara no Okurimono~ (Kusano)
- Idolm@ster Dearly Stars (Eri Mizutani)
- Rune Factory Oceans (Iris)
- Super Danganronpa 2: Goodbye Despair Academy (Nanami Chiaki)
- Phantasy Star Online 2 (Risa, Melfonseana)
- Final Fantasy Type-0 (Deuce)
- Dissidia Final Fantasy: Opera Omnia (Deuce, Rinoa Heartilly)
- Dissidia Final Fantasy NT (Rinoa Heartilly)

## Ligações Externas
- Kana Hanazawa  na enciclopédia do Anime News Network (em inglês)